# الینسی (پریلپ)
الینسی (پریلپ) (به لاتین: Alinci (Prilep)) یک منطقهٔ مسکونی در جمهوری مقدونیه است که در Prilep Municipality واقع شده‌است.

## خصوصیات
الینسی ۲۳۸ نفر جمعیت دارد و ۶۹۹ متر بالاتر از سطح دریا واقع شده‌است.